# Stožecká skála
Stožecká skála je přírodní památka ev. č. 1151 na katastrálním území České Žleby, 2 km severně od obce Stožec v okrese Prachatice. Oblast spravuje Správa NP a CHKO Šumava. Důvodem ochrany jsou skalní výchozy a sutě jako význačné geomorfologické útvary, jakož i přirozené ekosystémy smíšených lesů, jež se na nich a v jejich okolí vyvinuly.
Chráněné území je nepřístupné v době, kdy tam hnízdí sokol stěhovavý (Falco peregrinus).

## Geologie
Stožecká skála je mohutný skalní útvar (skalní defilé) s jižní 30 m vysokou skalní stěnou dosahující nadmořské výšky 976 m na jihozápadní rozsoše hory Stožec, pod nímž se rozkládá kamenné moře. Horninovým podkladem je leukokrátní, jemnozrnná až středně zrnitá muskovit-biotitická žula, místy s turmalínem, variského stáří zhruba 320 milionů let. Na vrcholu skály je umístěn 5 m vysoký kříž, od nějž se otevírá výhled na obec Stožec, na vrcholky Třístoličníku, Trojmezné a Plechého a při vynikající dohlednosti i na Alpy.

## Flóra a fauna
Smíšené lesy v oblasti Stožecké skály představují jeden z dochovaných pralesovitých zbytků na suťových svazích. Na Stožecké skále bylo zjištěno i poslední hnízdiště sokolů v jižních Čechách. V 21. století sokoli na lokalitě opět hnízdí.

## Historie
Vynikajícího výhledu ze Stožecké skály do údolí Studené Vltavy a směrem k Českým Žlebům bylo využito pro vybudování hrádku k ochraně „Prachaticih via“, obchodní cesty z Pasova do Čech později nazývané Zlatá stezka. Od 13. do 15. století na vrcholu skály stál 30 m dlouhý areál strážního hrádku. Na východním úpatí skály vyvěrá pramen, u něhož visel obraz Matky Boží s dítětem a roku 1791 byla postavena dřevěná poutní kaple Panny Marie, která během 2. poloviny 20. století pustla a renovována byla v roce 1988.